# Raiders VC
Raiders VC – północnoirlandzki klub siatkarski z Tandragee, Craigavon. Założony został w 2010 roku. W sezonie 2010/2011 zgłosił się do rozgrywek National League.
W latach 2010–2017 zespół występował pod nazwą Richhill Raiders.
Po zakończeniu sezonu 2017/2018 klub został rozwiązany.
Klub Richhill Raiders ściśle współpracował z Hardy Memorial Primary School.

## Rozgrywki krajowe
| Sezon     | Rozgrywki       | Osiągnięcie |
| --------- | --------------- | ----------- |
| 2010/2011 | National League | 2. miejsce  |
| 2011/2012 | National League | 1. miejsce  |
| 2012/2013 | National League | 1. miejsce  |
| 2013/2014 | National League | 1. miejsce  |
| 2014/2015 | National League | 3. miejsce  |
| 2015/2016 | National League | 1. miejsce  |
| 2016/2017 | National League | 3. miejsce  |
| 2017/2018 | Premier League  | 1. miejsce  |

## Rozgrywki międzynarodowe
Klub Richhill Raiders nie występował w europejskich pucharach.